# Андрей Принтц
Андрей Густавович Принтц (на руски: Андрей Густавович Принтц) е руски офицер, полковник. Учен и географ. Участник в Руско-турската война (1877 – 1878).

## Биография
Принтц е роден през 1838 г. в Санкт Петербург в семейството на потомствения дворянин Густав Густавович. Посвещава се на военното поприще. Завършва 1-ви кадетски корпус и Николаевската военна академия на Генералния щаб.
Зачислен е към Генералния щаб и получава назначение в щаба на Отделния сибирски корпус в град Омск (1861). Повишен е във военно звание подполковник (1865) и в полковник (1874).
Пътува в района на Алтай, за да изследва местните племена (1863 – 1864). Целта е събиране и изучаване на военни, топографски и икономически данни за живота и обичаите на руските поданици в тази част на империята. Изследванията на полковник Андрей Принтц са публикувани в периодичните издания от онова време, и оттогава се ползват в научни изследвания и енциклопедични речници.
Назначен е за началник на щаба на 32-ра пехотна дивизия (1873).
Участва в Руско-турската война (1877 – 1878). На 29 декември 1877 г. полковник Андрей Принтц е назначен за командир на 140-и Зарайски пехотен полк. Остава с полка си в Разград и след подписването на Санстефанския договор.
Полковник Андрей Принтц умира от коремен тиф на 8 март 1878 г. в село Арнауткьой край Разград в дома на семейство Изворови, превърнат през войната в лазарет. Заразява се, докато помага на болните си войници. Погребан е тържествено на 10 март в гробището на село Арнауткьой.
На погребението му присъстват много войници, както и цялото село. Тялото на полковника е съпроводено с духова музика, личният му боен кон и с 13 оръдейни залпа. Над гроба му е издигнат паметник, който съпругата му Евгения Пронгц посещава след края на войната.
Приживе Андрей Принтц подарява на любезните си домакини малка иконка със сребърен обков и кана с чаша за чай от френски порцелан. Каната все още се пази като семейна реликва в рода на Изворови. След смъртта на полковника на вдовицата му е отпусната военна пенсия.

## Семейство
- баща – Густав Густавович Принтц,
- съпруга – Евгения Фьодоровна Левшина Принтц,
- брат – Николай Густавович Принтц (р.1835),
- сестра – Юлия Густавовна Данзас (р.1851),
- брат – Сергей Густавович Принтц (р.1865),
- дъщеря – София Андреевна Принтц (р.1871),
- дъщеря – Евгения Андреевна Принтц (р.1873). [2]

## Награди
- Орден „Свети Станислав“ II степен с Императорска корона
- Орден „Света Ана“ II степен
- Орден „Света Ана“ III степен
- Орден „Свети Станислав“ III степен с мечове